# Kemri
Kemri es un pueblo y nagar Panchayat situado en el distrito de Rampur en el estado de Uttar Pradesh (India). Su población es de 28698 habitantes (2011). 

## Demografía
Según el censo de 2011 la población de Kemri era de 28698 habitantes, de los cuales 14972 eran hombres y 13726 eran mujeres. Kemri tiene una tasa media de alfabetización del 44,84%, inferior a la media estatal del 67,68%: la alfabetización masculina es del 52,76%, y la alfabetización femenina del 36,18%.